# II wojna berberyjska
II wojna berberyjska (1815–1816), w historiografii znana również jako wojna algierska – drugi z dwóch konfliktów zbrojnych, do jakich doszło na początku XIX wieku między Stanami Zjednoczonymi a nominalnie podległymi Imperium Osmańskiemu północnoafrykańskimi miastami-państwami: Algierem, Trypolisem i Tunisem, ogólnie nazywanymi państwami berberyjskimi. Wojna pomiędzy państwami berberyjskimi a USA zakończyła się w roku 1815; konflikt międzynarodowy został doprowadzony do końca w roku następnym, gdy do akcji weszły floty brytyjska i holenderska. Wojna ta doprowadziła do zaprzestania praktyki płacenia przez Stany Zjednoczone haraczy pirackim państwom i przyspieszyła ostateczną likwidację w regionie śródziemnomorza piractwa, które szerzyło się niepohamowanie w czasach osmańskiej dominacji (od XVI do XVIII wieku). W ciągu kilku dziesięcioleci państwa europejskie potrafiły zbudować nowoczesne, potężnie uzbrojone okręty, którym nie mogli sprostać berberyjscy piraci nie dysponujący odpowiednią technologią.

## Podłoże konfliktu
Po zwycięskiej I wojnie berberyjskiej (w latach 1801–1805), Stany Zjednoczone musiały zwrócić uwagę na inny teatr operacyjny, w związku z pogarszającymi się stosunkami ze Zjednoczonym Królestwem na tle handlu, jaki prowadzili amerykańscy kupcy z Francją, co Brytyjczycy starali się bezskutecznie zablokować. W tej sytuacji doszło do wybuchu wojny roku 1812. Państwa berberyjskie natychmiast wykorzystały tę sytuację i powróciły do swych pirackich praktyk, atakując amerykańskie i europejskie statki handlowe w basenie Morza Śródziemnego, żądając okupu za oficerów, zaś zwykłych marynarzy zmieniając w niewolników.
Państwa europejskie, zaangażowane w wielki konflikt, jakim były wojny napoleońskie, nie miały ani sił, ani możliwości, by zająć się (aż do 1815 roku) sprawą piractwa w basenie śródziemnomorskim.

## Wypowiedzenie wojny
Wyparcie statków amerykańskich z basenu Morza Śródziemnego przez flotę brytyjską w trakcie trwania konfliktu 1812 roku, dodatkowo zachęciło pirackie miasta-państwa do atakowania statków noszących amerykańskie flagi. Omar ibn Muhammed, dej Algieru, wydalił amerykańskiego konsula Tobiasa Leara i wypowiedział wojnę Stanom Zjednoczonym za odmowę płacenia dorocznego haraczu.

## Amerykańska odpowiedź
Po zakończeniu wojny brytyjsko-amerykańskiej roku 1812, która w rzeczywistości trwała do grudnia 1814, Stany Zjednoczone mogły ponownie zająć się swymi interesami na wybrzeżach Afryki Północnej. 3 marca 1815 roku Kongres Stanów Zjednoczonych uznał za właściwe wysłanie przeciwko Algierowi floty wojennej i wkrótce w kierunku Morza Śródziemnego wyruszyło 10 okrętów wojennych, pod dowództwem komodorów Stephena Decatura i Williama Bainbridge'a, weteranów I wojny berberyjskiej. Eskadra Decatura wyruszyła 20 maja 1815 roku, natomiast Bainbridge miał trudności ze skompletowaniem swojej eskadry i wyszedł w morze dopiero 1 lipca. W tej sytuacji inicjatywa – zarówno w sensie wojskowym jak i dyplomatycznym – spadła na barki Decatura.
W drodze do Algieru, krótko po opuszczeniu Gibraltaru, eskadra Decatura napotkała u przylądka Gata i po krótkiej walce zdobyła okręt flagowy deja Algieru "Meshuda". Wkrótce potem, w starciu u przylądka Palos przechwycony został algierski bryg "Estedio".

## Rokowania
W ostatnim tygodniu czerwca eskadra dotarła do Algieru i rozpoczęły się rozmowy z dejem. Po długotrwałych rokowaniach, w których uporczywe żądania rekompensaty przeplatały się z groźbami zbombardowania miasta, dej skapitulował. Zgodnie z postanowieniami traktatu, podpisanego na pokładzie USS "Guerriere" na redzie Algieru 3 lipca 1815 roku, Decatur zgadzał się zwrócić, za 10 000 dolarów, "Meshudę" i "Estedio", podczas kiedy Algierczycy mieli uwolnić wszystkich trzymanych w niewoli Amerykanów, których miało być około dziesięciu, a także znaczącą grupę Europejczyków. Artykuł 3. traktatu stanowił: "Stany Zjednoczone, zgodnie ze zwyczajami przyjętymi wśród cywilizowanych narodów, nie będą żądać okupu za uwolnienie wziętych do niewoli załóg". Traktat gwarantował, że w przyszłości nie będzie pobierania haraczy. Mówił o tym artykuł 2.:"Obie umawiające się strony rozumieją, że w przyszłości żadne trybuty, prezenty, czy jakiekolwiek inne formy płatności nie będą, pod żadnym pretekstem, wymagane przez Deja i Regencję Algieru od Stanów Zjednoczonych Ameryki". Ostatecznie traktat przyznawał Stanom Zjednoczonym wszystkie prawa żeglugowe.

## Następstwa
Gdy tylko Decatur opuścił Algier kierując się do Tunisu, by wynegocjować identyczne warunki z tamtejszym bejem, i do Trypolisu, gdzie miał zamiar wymusić na paszy przestrzeganie wcześniejszych porozumień, dej Algieru odrzucił traktat.
Na początku 1816 roku, Wielka Brytania podjęła się misji dyplomatycznej, za którą stała niewielka eskadra okrętów liniowych, zamierzając przekonać władców Tunisu, Trypolisu i Algieru do zaprzestania aktów piractwa i uwolnienia chrześcijan-niewolników. Władcy Tunisu i Trypolisu zgodzili się bez oporu, ale dej Algieru okazał się uparty i negocjacje miały burzliwy przebieg. Stojący na czele misji Edward Pellew, przekonany, że udało mu się wynegocjować ostatecznie traktat znoszący niewolnictwo chrześcijan, wrócił do Anglii. Tymczasem wkrótce po podpisaniu traktatu, na skutek sprzecznych rozkazów, oddziały algierskie wymordowały około 200 rybaków z Sycylii, Sardynii i Korsyki będących pod opieką brytyjską. Wywołało to wybuch wściekłości w Wielkiej Brytanii i Europie w przekonaniu, że negocjacje Pellewa spełzły na niczym.
W rezultacie Pellew został ponownie wysłany w morze z poleceniem wypełnienia do końca swojej misji i jednocześnie ukarania krnąbrnych Algierczyków. W tym celu otrzymał eskadrę pięciu okrętów liniowych w eskorcie pewnej liczby fregat oraz wsparcie w postaci sześciu okrętów holenderskich.
27 sierpnia 1816, po rundzie nieudanych negocjacji, flota przeprowadziła 9-godzinne bombardowanie miasta. W wyniku ataku zniszczonych zostało wiele okrętów pirackich i baterii nadbrzeżnych, zmuszając deja do przyjęcia warunków, które poprzedniego dnia odrzucił. Pellew przestrzegł, że jeśli warunki nie zostaną wprowadzone w życie, bombardowanie zostanie wznowione. Dej zaakceptował warunki nie wiedząc, że Anglik blefował, bowiem flota wystrzelała całą swą amunicję. Traktat został podpisany 24 września. Uwolnionych zostało 1083 chrześcijan-niewolników i brytyjski konsul, a USA odzyskały ostatni zapłacony haracz.
Tym razem, inaczej niż po I wojnie berberyjskiej, kiedy to niemal wszystkie państwa europejskie zaangażowane były w działania zbrojne (w tym Amerykanie z Brytyjczykami), nie było w Europie większych wojen. Rozpoczęła się epoka kolonializmu i imperializmu, których ofiarą padły także państwa berberyjskie, bowiem potęgi europejskie sięgały po wszelkie źródła zaopatrzenia w żywność, kopaliny i tanią siłę roboczą.
W roku 1830 Algieria, a w 1881 Tunezja stały się koloniami Francji, podczas gdy Trypolitania wróciła w roku 1835 pod władzę imperium osmańskiego. W roku 1911, korzystając z osłabienia państwa sułtanów osmańskich, Trypolitanię zagarnęły Włochy. Europejczycy sprawowali kontrolę nad Afryką Północną do połowy XX wieku.